# Rehling
Rehling ist eine Gemeinde im schwäbischen Landkreis Aichach-Friedberg in Bayern. 

## Geographie
Die Gemeinde liegt an der Friedberger Ach nur wenige Kilometer nordöstlich der Fuggerstadt Augsburg.   
Es gibt 11 Gemeindeteile (in Klammern ist der Siedlungstyp angegeben):
- Allmering (Dorf)
- Au (Kirchdorf)
- Gamling (Einöde)
- Kagering (Einöde)
- Oberach (Dorf)
- Rehling (Pfarrdorf)
- Rohrbach (Einöde)
- Sägmühl (Weiler)
- Sankt Stephan (Kirchdorf)
- Scherneck (Weiler)
- Unterach (Kirchdorf)

Es gibt nur die Gemarkung Rehling.

## Geschichte
Rehling war Sitz der geschlossenen Hofmark Scherneck der Freiherren von Mayr, ab 1823 der Freiherren von Schaezler auf Scherneck.
Rehling wurde im Zuge der Verwaltungsreformen im Königreich Bayern 1818 eine selbständige politische Gemeinde.

### Einwohnerentwicklung
Zwischen 1988 und 2019 wuchs die Gemeinde von 2034 auf 2581 um 547 Einwohner bzw. um 26,9 %.

## Politik

### Bürgermeister
1. Bürgermeister ist Christoph Aidelsburger (CSU/Bürger für Rehling; 75,2 %).
Von Mai 2002 bis April 2020 war es Alfred Rappel (Bürger für Rehling)
Sein Vorgänger war Johannes Haider (Bürger für Rehling).

### Gemeinderat
Der Gemeinderat setzt sich aus dem 1. Bürgermeister und 14 Gemeinderäten zusammen. Aufgrund der Wahl vom 15. März 2020 haben CSU/Bürger für Rehling elf Sitze (78 %); die Freien Wähler haben drei Sitze (22 %).
| Parteien und Wählergemeinschaften                   | 2020  | 2020  | 2014  | 2014  |
| Parteien und Wählergemeinschaften                   | %     | Sitze | %     | Sitze |
| --------------------------------------------------- | ----- | ----- | ----- | ----- |
| Christlich Soziale Union (CSU) / Bürger für Rehling | 78,0  | 11    | –     | –     |
| Freie Wähler Rehling                                | 22,0  | 3     | –     | –     |
| Christlich Soziale Union (CSU)                      | –     | –     | 49,4  | 7     |
| Bürger für Rehling                                  | –     | –     | 50,6  | 7     |
| Gesamt                                              | 100,0 | 14    | 100,0 | 14    |
| Wahlbeteiligung in %                                | 68,6  | 68,6  | 55,2  | 55,2  |

### Wappen
| Wappen Gde. Rehling | Blasonierung: „Unter viermal unten gezinntem silbernem Schildhaupt, darin zwei nebeneinander stehende rote heraldische Rosen, in Blau nebeneinander zwei gekürzte silberne Spitzen.“ |
| Wappen Gde. Rehling | Wappenführung seit 1967 |

### Steuereinnahmen
Im Jahr 2013 betrugen die Gemeindesteuereinnahmen 2302 T€, davon waren die Gewerbesteuereinnahmen (netto) 760 T€ und der Gemeindeanteil an der Einkommensteuer 1264 T€.

## Baudenkmäler
- Schloss Scherneck mit den Freizeitattraktionen Kletterwald Schloss Scherneck, dem Fußballgolfplatz Soccerpark Rehling und einem bekannten Biergarten
- Katholische Pfarrkirche St. Vitus und Katharina
- Katholische Schlosskapelle St. Matthias und Georg auf Schloss Scherneck
- Katholische Filialkirche St. Wolfgang in Unterach

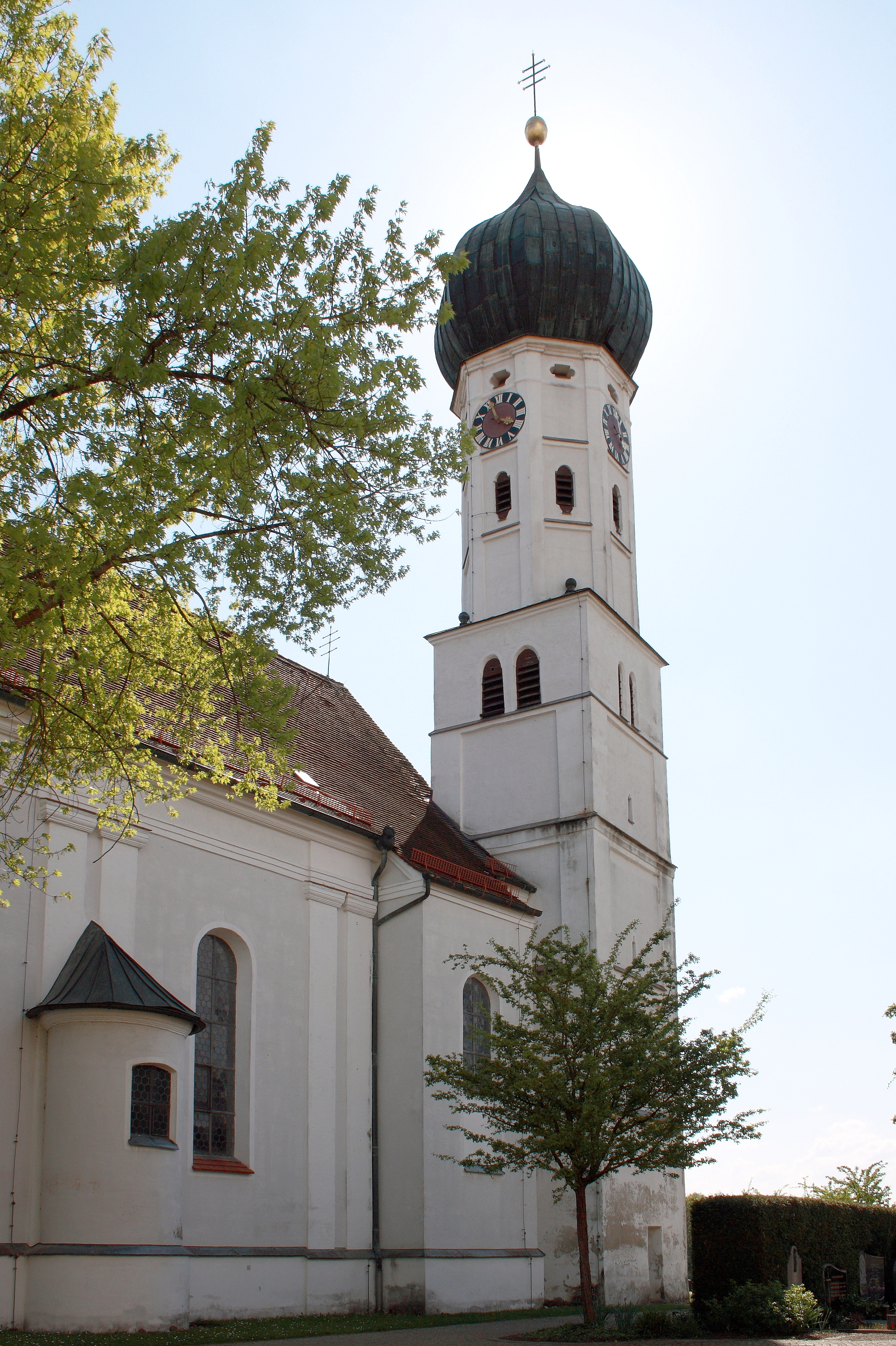
Katholische Pfarrkirche St. Vitus und Katharina
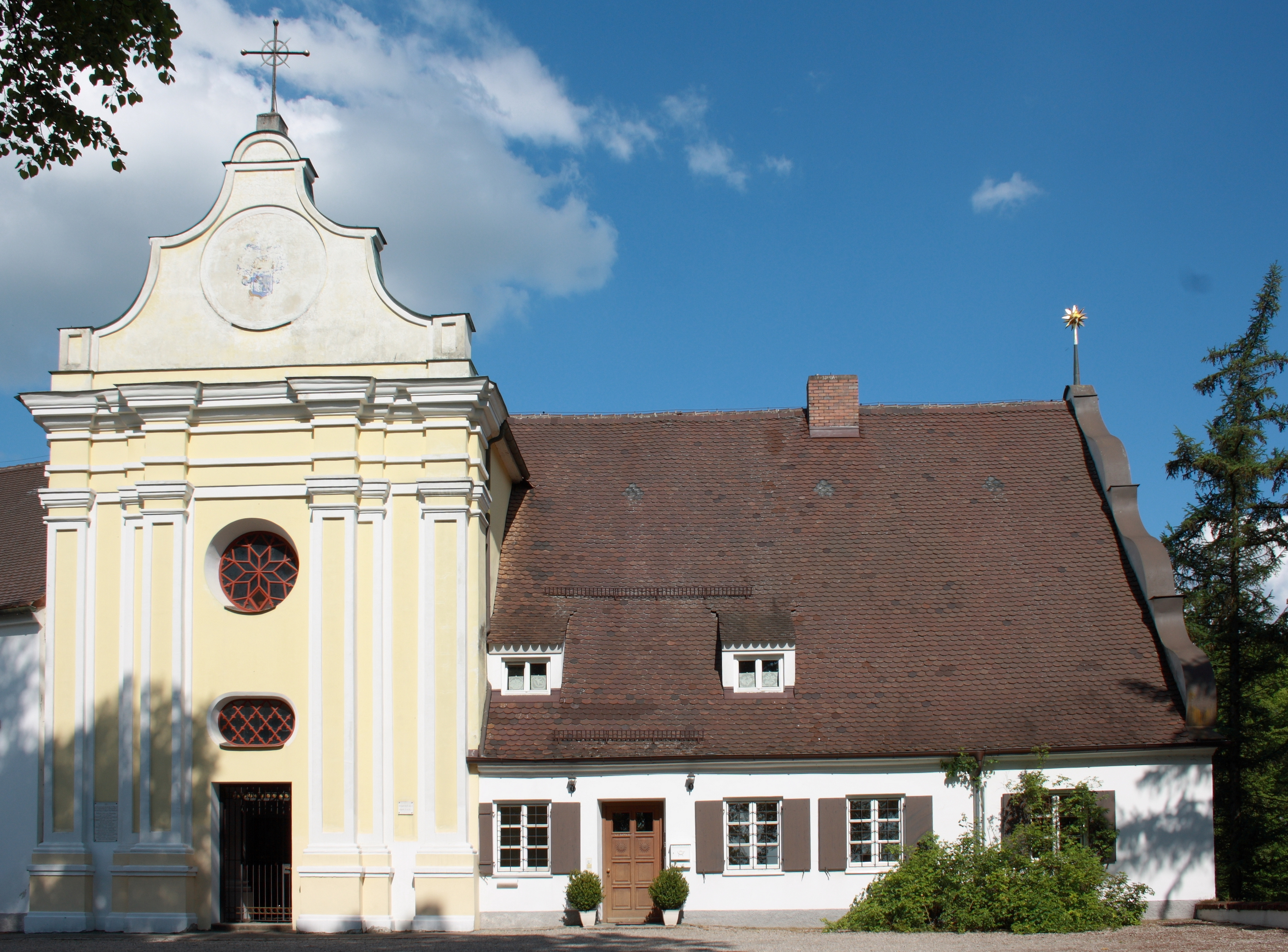
St. Matthias und Georg, Schloss Scherneck
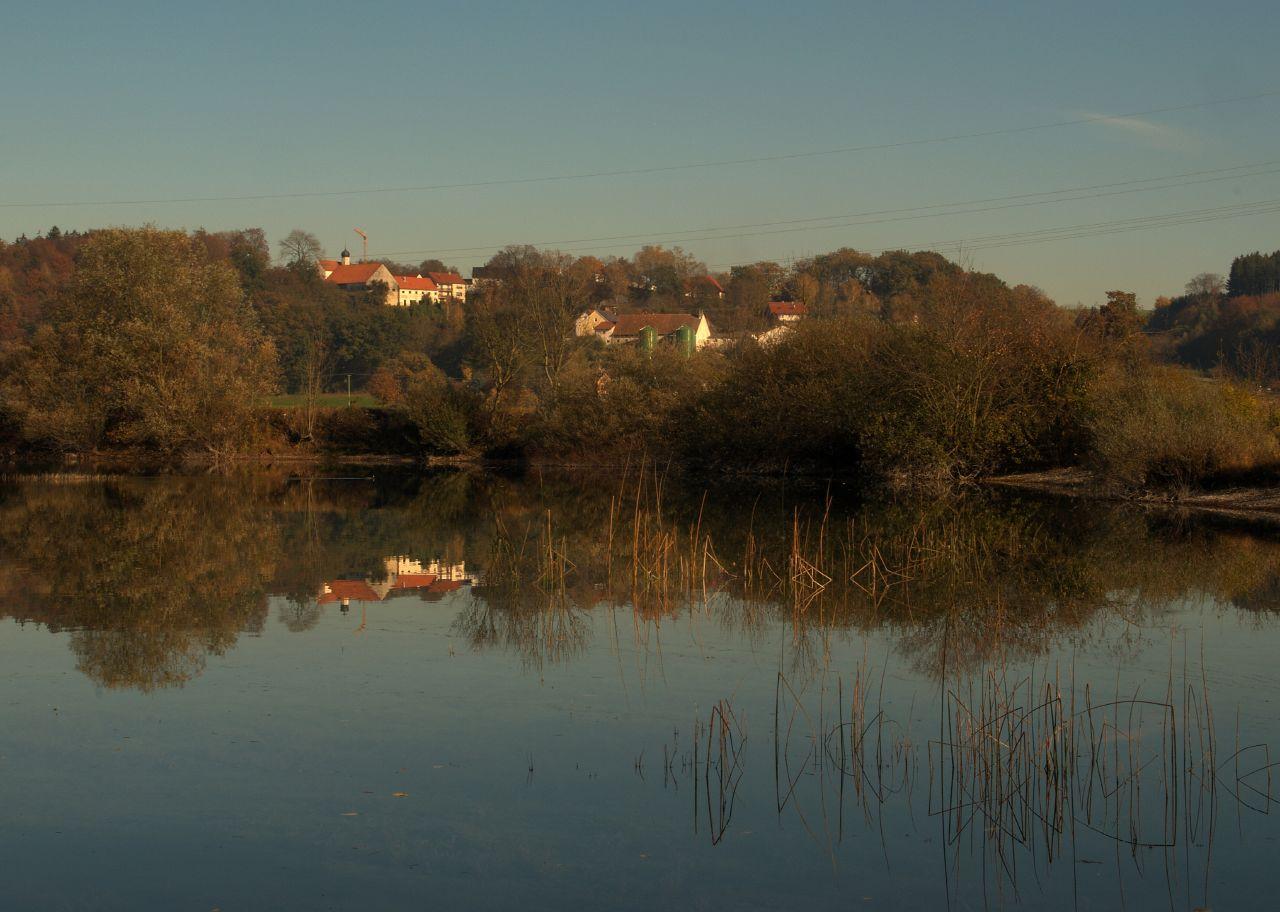
See bei Au / Scherneck
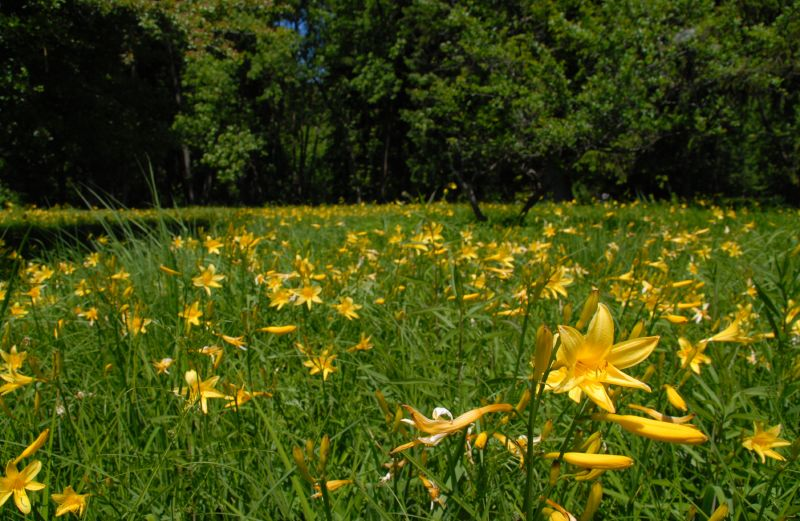
Naturdenkmal Taglilienfeld im Ortsteil St. Stephan
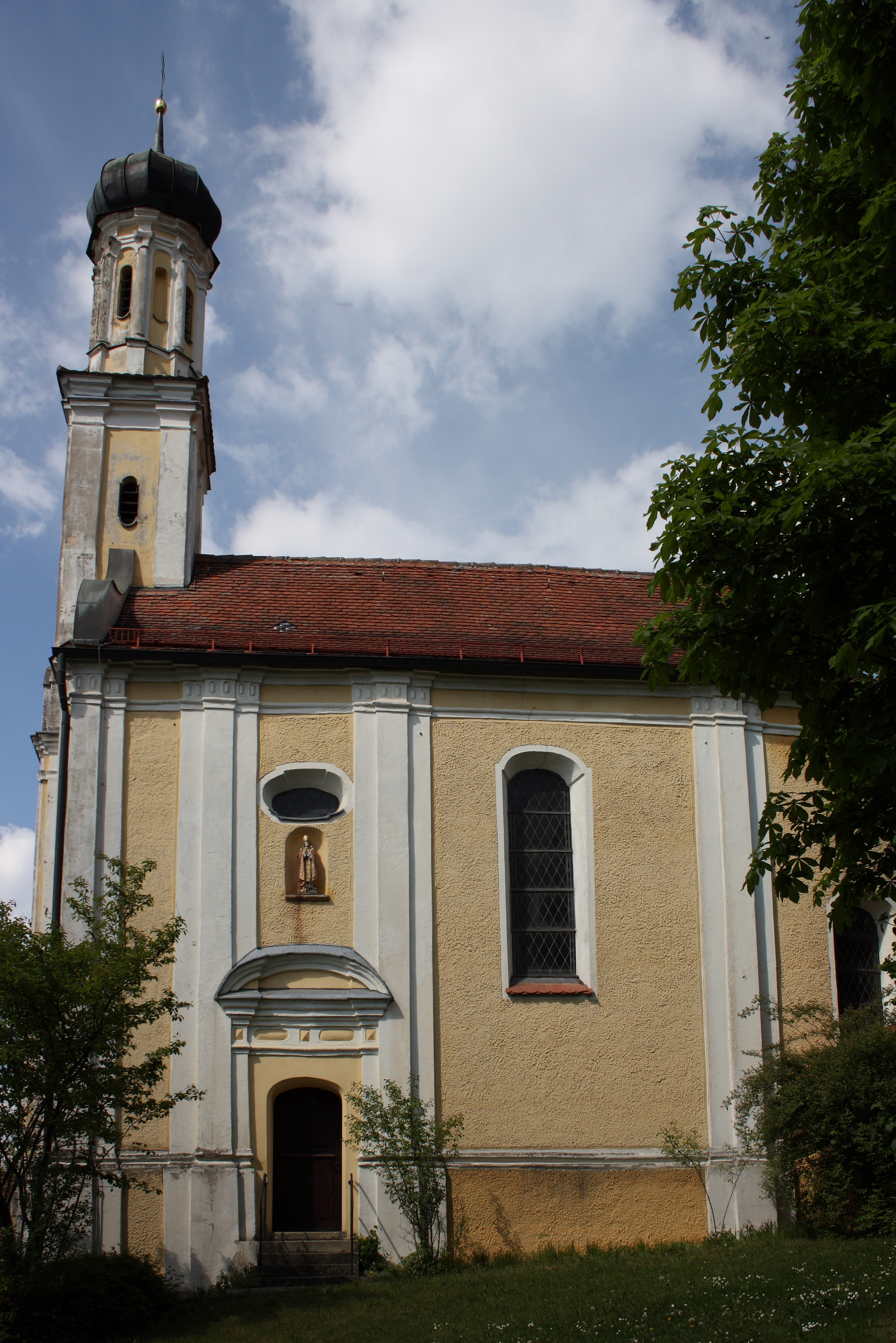
St. Wolfgang in Unterach

## Bodendenkmäler
- Burgstall Rehling

## Wirtschaft
Im Gemeindegebiet sind 372 sozialversicherungspflichtig Beschäftigte tätig; Beschäftigte am Wohnort sind 1024 Personen registriert (Stand 2013). Die Zahl der Auspendler überwiegt um 652 Personen.
Es bestehen 55 landwirtschaftliche Betriebe (2010). 1825 ha des Gemeindegebietes sind Landwirtschaftsfläche, 486 ha forstwirtschaftlich genutzt (Stand 2013).

## Verkehr

### Straße
Rehling liegt an der Staatsstraße 2381 und ist so an Todtenweis und Augsburg angebunden.

### Bahn
Der nächstgelegene Bahnhof liegt in Langweid.

### Bus
| Linie  | Linienverlauf | Verkehrsunternehmen                                          |
| ------ | --- | ------------------------------------------------------------ |
| AST227 | Anruf-Sammel-Taxi Rehling – Todtenweis – Aindling – Aichach                                                        | Taxi Schmaus (im Auftrag der DB Regio Bus Bayern GmbH (DRB)) |
| 227    | Rehling – Todtenweis – Aindling – Aichach                                                                          | DB Regio Bus Bayern GmbH (DRB)                               |
| 305    | Aindling – Todtenweis – Rehling – Augsburg Hbf.                                                                    | DB Regio Bus Bayern GmbH (DRB)                               |
| 306    | Aindling – Todtenweis – Rehling – Gersthofen – Augsburg Nord                                                       | DB Regio Bus Bayern GmbH (DRB)                               |
| 310    | Langweid a.Lech – Rehling – Gersthofen – Augsburg Nord                                                             | Egenberger Reisen                                            |
| 314    | Aindling – Todtenweis – Rehling – Mühlhausen                                                                       | DB Regio Bus Bayern GmbH (DRB)                               |
| 316    | Rehling – Gaulzhofen – Stotzard – Aindling                                                                         | DB Regio Bus Bayern GmbH (DRB)                               |
| 395    | Nachtbus Augsburg Hbf. – Rehling – Todtenweis – Aindling (verkehrt nur zu bestimmten Anlässen nach Vorankündigung) | DB Regio Bus Bayern GmbH (DRB)                               |

## Bildung
In der Gemeinde gibt es eine Kindertageseinrichtung mit 199 Plätzen und 177 Kindern, davon 22 unter drei Jahren (Stand 1. März 2018).
Die Grundschule besuchen 100 Schüler in sechs Klassen (Schuljahr 2017/18).

## Söhne und Töchter
- Joseph Mangold (1716–1787), Jesuit
- Maximus Mangold (1722–1797), Jesuit
- Josef Münch (1894–1977), Zahnarzt, Mitbegründer der Kinderzahnheilkunde